# Concordance inter-juges
 (février 2020).
Si vous disposez d'ouvrages ou d'articles de référence ou si vous connaissez des sites web de qualité traitant du thème abordé ici, merci de compléter l'article en donnant les références utiles à sa vérifiabilité et en les liant à la section « Notes et références ».
La concordance inter-juges (dite aussi fiabilité inter-juges ou inter-observateurs) est une mesure statistique de l’homogénéité des jugements formulés par plusieurs évaluateurs face à une même situation, c’est-à-dire à mesurer quantitativement leur degré de consensus.

## Fragments
- Limits of agreement = limites d’agrément